# Anguilloidei
Sous-ordre
Les Anguilloidei sont un sous-ordre de poissons de l'ordre des Anguilliformes.

## Liste des familles
Selon ITIS :
- famille Anguillidae
- famille Heterenchelyidae
- famille Moringuidae